# 반제 (하르친부)
반제(중국어: 班第) 혹은 보르지기트 반디(ᠪᠣᡵᠵᡳᡤᡳᡨ
ᠪᠠᠨᠳᠢ, 생년 미상 ~ 1710년)는 청나라의 장군이다.